# Hleb Zhuk
Pour les articles homonymes, voir Zhuk.
Hleb Zhuk (né le 24 mars 1998) est un athlète biélorusse, spécialiste du lancer du disque.

## Biographie
Quatrième lors des Championnats du monde cadets de 2015, avec le disque de 1,5 kg, il remporte la médaille de bronze lors des Championnats du monde juniors 2016 à Bydgoszcz, avec le disque de 1,75 kg.

### Palmarès
| Date | Compétition                    | Lieu      | Résultat | Marque  |
| ---- | ------------------------------ | --------- | -------- | ------- |
| 2015 | Championnats du monde jeunesse | Cali      | 4e       | 60,18 m |
| 2016 | Championnats du monde juniors  | Bydgoszcz | 3e       | 61,70 m |
| 2017 | Championnats d'Europe juniors  | Grosseto  | 2e       | 60,16 m |
| 2021 | Coupe d'Europe des lancers     | Split     | 24e      | 54,61 m |